# Киниатти, Маина ва
Маина ва Киниатти (Киньяти, суахили Maina wa Kinyatti, 4 апреля 1944) — кенийский историк-марксист, поэт и автор книг, бывший политзаключённый во время авторитарного режима Даниэля арапа Мои.

## Биография
С 1975 года преподавал в Университете Кениаты в Найроби. Считается ведущим исследователем истории национально-освободительного движения Мау-Мау в Кении, что послужило одной из главных причин ареста и заключения Киниатти — наряду с его членством в небольшой подпольной группе марксистского толка и оппозицией к правительству Мои.
После университетских антиправительственных выступлений в 1982 году Киниатти был осуждён на 6 с половиной лет в тюрьме Камити (где находился в основном в одиночном заключении) — за якобы найденный у него при обыске документ «подрывного характера», направленный против президента Мои, но не содержащий призывов к насильственным действиям. Несмотря на отсутствие доказательств, на показательном процессе его связали с заговором в среде ВВС.
После освобождения из тюрьмы 17 октября 1988 года он был предупреждён о намерениях повторного ареста, и бежал из страны в соседнюю Танзанию (руководимую социалистической партией), опасаясь дальнейших репрессий со стороны правительства Мои. После месяца пребывания в Дар-эс-Саламе Кинятти был вынужден обратиться за политическим убежищем в США. Кинятти был удостоен награды «Свобода писать» («Премии творческой свободы» — PEN Freedom to Write Award) американского ПЕН-клуба.